# 汤米·格林
汤米·格林（英語：Tommy Green，1894年3月30日—1975年3月29日），英国男子田径运动员，主攻竞走。他曾代表英国参加1932年夏季奥林匹克运动会田径比赛，获得男子50公里竞走金牌。